# المواريد (إقليم الصويرة)
المواريد (بالإنجليزية: MOUARID)‏ هي جماعة قروية تابعة لإقليم الصويرة ضمن جهة مراكش - تانسيفت - الحوز بالمغرب. بلغ مجموع عدد سكان  المواريد حسب إحصاءات 2004 حوالي 6273 نسمة يعيشون في 1109 أسرة.

## دواوير الجماعة
آيت قدور، رجلين الواد، الصفية، الدار الحمراء، الدشرة، تعزات، ايت ملود، ايت با محماد، ايت حماد، سدي سعيد، القلعة، ايت بلقايد، لمرازكة، أحمرين، سيدي عبد الرحمان، بير الزاع، تباردة.